# Större igelkottanrek
Större igelkottanrek (Setifer setosus) är ett däggdjur i familjen tanrekar och den enda arten i sitt släkte. Den lever endemisk på Madagaskar.
Släktnamnet och artepitet är latin med betydelse "någon som bär taggar och är helt täckt med taggar".

## Utseende
Som namnet antyder påminner arten om den europeiska igelkotten men de är inte närmare släkt med varandra. Artens rygg är från pannan till svansroten tät täckt med rödbruna taggar som har vita spetsar. Ansiktet, buken och extremiteterna är täckta med mjuka hår som har en brun till vit färg. Ansiktet kännetecknas av små ögon och stora morrhår. Kroppslängden (huvud och bål) är 15 till 22 cm och därtill kommer svansen som bara är 1,5 cm lång. Vikten varierar mellan 180 och 270 gram.

## Utbredning och habitat
Större igelkottanrek förekommer på hela Madagaskar, alltså i låglandet och på upp till 2 250 meter höga bergstrakter. Därför är även habitatet mycket varierande men arten undviker träskmarker och marskland.

## Ekologi
Individerna är främst aktiva på natten och vilar på dagen i självgrävda bon som fodras med löv. De håller ingen vinterdvala men faller under vintern ofta i dvala (torpor) och är allmänt mindre aktiva under den kalla årstiden. Liksom den europeiska igelkotten kan djuret rulla ihop sig när den känner sig hotade. Arten kan även fly genom att springa på tåspetsarna.
Större igelkottanrek går vanligen långsamt och kan även klättra. Födan utgörs huvudsakligen av maskar, insekter, as och mindre ryggradsdjur.
Utanför parningstiden lever individerna främst ensamma eller i kortvariga förbindelser av två djur med olika kön. Parningen sker oftast under våren (september/oktober) och dräktigheten varar beroende på temperaturen 50 till 70 dagar. Vid kallt väder är honan längre dräktig. Honor har fem par spenar och föder tre till fem ungar per kull. Ungarna dias två till fyra veckor och honor kan para sig efter tidigast sex månader. Med människans vård kan större igelkottanrek leva 10 år och 6 månader.

## Status och hot
Djuret jagas i viss mån men det påverkar inte beståndet. Arten har ganska bra förmåga att anpassa sig till människans landskapsförändringar (kulturföljare) och listas av IUCN som livskraftig (LC).